# Karel August van Nassau-Weilburg
Karel August van Nassau-Weilburg (Weilburg, 17 september 1685 o.s. — aldaar, 9 november 1753) was vorst van Nassau-Weilburg, een deel van het graafschap Nassau. Hij stamt uit de Walramse Linie van het Huis Nassau.

## Biografie
Karel August was de tweede zoon van graaf Johan Ernst van Nassau-Weilburg en Maria Polyxena van Leiningen-Dachsburg-Hartenburg, dochter van graaf Frederik Emich van Leiningen-Dachsburg-Hartenburg en Sibylla van Waldeck. Doordat zijn vader het eerstgeboorterecht (primogenituur) voor zijn huis had ingevoerd werd Karel August pas na het sneuvelen van zijn oudere broer Frederik Lodewijk in 1703 erfprins. Karel August commandeerde in 1703 een compagnie cavalerie in het regiment van zijn vader in Staatse dienst. Hij trad op jonge leeftijd in Saksische dienst en was Saksische ambassadeur aan het Franse hof in Parijs.
Karel August volgde in 1719 zijn vader op als vorst van Nassau-Weilburg. Hij werd op 15 september 1719 kolonel der infanterie in keizerlijke dienst, en op 31 maart 1722 generaal-wachtmeester. Hij kocht in 1724 het paardrijdterrein Essershausen en in 1725 het paardrijdterrein Elkershausen. Hij was in 1726 generaal der cavalerie in de Boven-Rijnse Kreits en werd op 7 juni 1727 luitenant-veldmaarschalk. Hij commandeerde in 1733 en 1734 als keizerlijke generaal van de cavalerie, de Paltse troepen aan de Rijn.
Reeds in 1688 was de familie door een keizerlijke adelsbrief in de vorstenstand verheven. Deze titel werd echter niet gevoerd, omdat aan deze verheffing niet de opname in de Reichsfürstenrat verbonden was. Karel August nam op 27 september 1737 toch de titel van rijksvorst aan, maar zonder de tak Nassau-Usingen (Nassau-Idstein was in 1721 met het overlijden van zijn schoonvader George August Samuel van Nassau-Idstein in mannelijke lijn uitgestorven) de in 1688 betaalde kosten voor de oorkonde van het vorstendiploma te vergoeden.
Karel August ging in 1745 met Willem Hendrik van Nassau-Saarbrücken over tot de verdeling van Saarwerden en Herbitzheim en verkreeg daarbij ⅓ deel.
Karel August overleed in 1753. Zijn graf bevindt zich in de Slotkerk te Weilburg. Hij werd opgevolgd door zijn zoon Karel Christiaan.

## Huwelijk en kinderen
Karel August huwde te Wiesbaden op 17 augustus 1723 met Augusta Frederica van Nassau-Idstein (Idstein 17 augustus 1699 o.s. - Kirchheim 8 juni 1750), dochter van vorst George August Samuel van Nassau-Idstein en Henriette Dorothea van Oettingen-Oettingen.

Uit dit huwelijk werden de volgende kinderen geboren:
1. Henriëtte Maria Dorothea (Kirchheim 29 mei 1724 - Kirchheim 29 mei 1724).[7]
2. Henriëtte Augusta Frederica (Kirchheim 13 oktober 1726 - Weilburg 18 september 1757).
3. Christina Louise (Kirchheim 30 juni 1727 - Kirchheim 30 juni 1727).
4. Polyxena Wilhelmina Louise (Kirchheim 31 oktober 1728 - Kirchheim 27 januari 1732).
5. Charlotte (Weilburg 12 juni 1730 - Kirchheim 26 januari 1732).
6. Louise (Kirchheim 27 januari 1733 - Detmold 27 september 1764), huwde te Kirchheim op 24 augustus 1750 met vorst Simon August van Lippe-Detmold (Detmold 12 juni 1727 - Detmold 1 mei 1782).
7. Karel Christiaan (Weilburg 16 januari 1735 - Münsterdreisen bij Kirchheim 28 november 1788), volgde zijn vader op.